# Rulanda
Rulanda ist ein Bezirk (Ward) des Distriktes Muleba in der tansanischen Region Kagera.

## Geografie
Rulanda liegt im Nordwesten von Tansania am Victoriasee. Die Fläche des Bezirks beträgt 51,39 Quadratkilometer, bei der Volkszählung 2022 lebten 12.496 Menschen in 2847 Haushalten.

## Gliederung
Der Bezirk besteht aus fünf Gemeinden (Mtaa) mit 21 Orten (Kitongoji):
| Bugara - Bunyambo - Bugara - Kyai | Rulanda - Kintuntu/ Kitunguru - Kabanga - Katongo - Rulanda | Kiga - Kiga - Nyanshare - Kihara | Kihunge - Kihunge - Kachwekela - Mishenyi A - Kabwinyora - Rwagati - Mishenyi B - Bwanja | Nyabule - Nyabule - Buyondo - Kitutuba - Nyakambu |

## Infrastruktur
- Bildung: Zwischen der Rulanda Primary School und der Gesamtschule Salzkotten besteht seit 2007 eine Partnerschaft.[6]
- Gesundheit: In der Gemeinde Bugara befindet sich eine Apotheke.[7]
- Verkehr: Rulanda liegt an der Nationalstraße T4, die am Westufer des Victoriasees  verläuft.[8]